# Jakob Jud
Pour les articles homonymes, voir Jud.
Jakob Jud, né le 12 janvier 1882 à Wängi dans le canton de Thurgovie et mort le 15 juin 1952 à Seelisberg dans le canton d'Uri, est un romaniste, linguiste et dialectologue suisse.
Avec Karl Jaberg, il est le coauteur de l’Atlas linguistique et ethnographique de l’Italie et de la Suisse méridionale (AIS).

## Biographie
Après des études à l’université de Zurich, à Paris et Florence, Jud est professeur de linguistique romane de 1922 à 1950 à l’université de Zurich.
Il est spécialisé dans la dialectologie, l’étude du romanche et l’onomasiologie et est en particulier directeur de la revue scientifique Romanica Helvetica avec Arnold Steiger.

### Sources et bibliographie
- Ricarda Liver, « Jud, Jakob » dans le Dictionnaire historique de la Suisse en ligne, version du 17 septembre 2009.